# En dehors
 (mai 2016).
Si vous disposez d'ouvrages ou d'articles de référence ou si vous connaissez des sites web de qualité traitant du thème abordé ici, merci de compléter l'article en donnant les références utiles à sa vérifiabilité et en les liant à la section « Notes et références ».
 (mai 2016).
- Si vous ne connaissez pas le sujet, laissez ce bandeau (vous pouvez alors contacter les auteurs).
- Si vous supprimez le contenu mis en cause (vous pouvez préalablement contacter les auteurs),

argumentez précisément cette suppression dans la page de discussion
(un manque de référence n'est pas un argument ; une recherche réelle de référence doit avoir été effectuée, être formellement documentée).
L'en dehors est, dans le vocabulaire de la danse, un mouvement de rotation de la jambe, notion apparue au XVIIe siècle en France lors de la création de l'Académie royale de ballet sous le règne de Louis XIV. Toute la technique de la danse classique s'appuie sur ce principe. 

## Explication
L'en dehors est un mouvement de rotation vers l'extérieur de toute la jambe à partir des hanches. Cette rotation doit s'effectuer de manière continue et identique dans les deux jambes. Ce mouvement vise une ouverture maximale dans le but de créer une ligne droite avec ses pieds et d'aplatir les cuisses à l'avant. On le retrouve dans toutes les positions de base de la danse classique : première position, seconde, troisième, quatrième et cinquième position...
L'en dehors est donc essentiel dans la technique classique, il doit se retrouver non seulement dans les hanches mais aussi dans les cuisses, les bas de jambes et les pieds.

## Objectifs
Tout d'abord, c'est une question d'esthétique : dans la danse classique on cherche des lignes qui vont rendre les mouvements plus gracieux et plus beaux. Ensuite, il permet une plus grande liberté du mouvement : tourner en dehors revient à faire pivoter la tête du fémur dans la cavité cotyloïde afin de libérer la cuisse pour pouvoir monter la jambe à plus de 90°. Enfin, à l'époque de Louis XIV seuls les riches pouvaient danser. Pour montrer leur richesse, ils tournaient leurs jambes vers l'extérieur de sorte que le public puisse voir les bijoux qui étaient placés sur leurs chaussures.

## Acquisition
L'en dehors n'est pas une position naturelle, donc il doit être travaillé dès le plus jeune âge ainsi qu'au cours de son apprentissage pour l'accentuer. Il se travaille principalement à la barre mais aussi grâce à des exercices adéquats comme le travail de l'écart facial. 

« Rien n'est si nécessaire que le tour de cuisse en dehors pour bien danser, et rien n'est si naturel à l'homme que la position contraire. »

— Jean-Georges Noverre